# Radar LANZA
LANZA es una familia de sistemas radar 3D de última generación desarrollado por Indra Sistemas. Están basados en una arquitectura modular y escalable, tanto en el equipamiento hardware como en el software.
Todos los sistemas radar de la Familia LANZA son tridimensionales, de estado sólido, operan en banda L y aplican exploración por pinceles (con control electrónico en elevación), con arquitectura distribuida, modular y redundancia en elementos críticos, lo que permite una degradación suave en caso de fallo de ciertos elementos para adaptarse a los requisitos específicos de cada usuario final (Armada, Ejército, Fuerza Aérea…) —e incluso a distintas condiciones ambientales que puedan existir en un emplazamiento operativo—. Los sistemas radar de la familia LANZA pueden ser configurados desde sistemas radar de largo alcance extendido, en emplazamiento fijo o transportables, pasando por sistemas de medio alcance, gap-fillers o sistemas radar de uso dual civil-ATC/militar.
Sus modos de exploración, totalmente configurables por software y controlados desde la consola radar, permiten adaptar cualquier radar de la familia a múltiples situaciones, misiones o amenazas aéreas, teniendo en cuenta el teatro de operaciones y las condiciones ambientales en cualquier momento.

## Historia
El radar LANZA nace en 1986, cuando la empresa española Indra comenzó el desarrollo de un radar 3D de largo alcance de diseño totalmente nacional. Este desarrollo contó con el patrocinio del Ministerio de Defensa y el Ejército del Aire. Tras la validación del prototipo, ya en 1993, se adjudicó a Indra el suministro de 10 radares LANZA 3D en banda L con la misión de proporcionar la vigilancia y alerta temprana que requería el Ejército de Aire español. Desde el año 2001, Indra inició el rediseño de sus radares LANZA acorde a los últimos requisitos OTAN. Estos radares equipan en la actualidad la mayoría de los Escuadrones de Vigilancia Aérea del Ejército de Aire español.
En el año 2003, el nuevo radar LANZA fue elegido en competición internacional para dotar al Ejército del Aire portugués de un radar de largo alcance bajo requisitos actuales OTAN por 28 millones de euros, incluyendo obra civil de gran envergadura y la gestión del Estudio de Impacto Ambiental.
Se han contratado recientemente más unidades para el Sultanato de Omán como parte de un sistema de defensa aérea de alerta temprana para su Real Fuerza Aérea (RAFO).
La Fuerza Aérea Uruguaya (FAU) opera dos radares LANZA desde 2009, siendo capaces de proporcionar servicios de contingencia al control civil de tráfico aéreo.
Entre los últimos usuarios finales que han elegido Indra, podemos destacar OTAN, la Real Fuerza Aérea Australiana (RAAF) o la Real Fuerza Aérea de Omán (RAFO).

### Versión naval
Las diferencias respecto a la versión terrestre consisten en un diseño de antena más pequeño y compacto. Desde los más de 10 metros de ancho de la antena terrestre, se pasa a algo más de 5 metros en el LANZA-N. Esta reducción de dimensiones está compensada por la inclusión de un canal monopulso acimutal que permite mantener la precisión.
El régimen de giro variable le permite adaptarse con gran flexibilidad a las diversas situaciones operativas en que se pueda encontrar el buque ya que simultáneamente, debe asegurase la detección de los blancos de interés en los entornos de amenaza previstos, suministrando posiciones correctas de los objetos y bajo un sistema de seguimiento integrado que también estará compensado frente a los desplazamientos del buque.
Es fundamental la atención sobre el peso y la robustez para el entorno de operación de un buque, humedad, ambiente salino, vibración, fuente de energía primaria con tensión y frecuencia diferentes del terrestre. 
Otra línea maestra se dirige a la algoritmia de control y proceso digital por tratarse de una plataforma móvil. Esta algoritmia se encargará de determinar de forma continua el apuntamiento en elevación del haz del radar y así explorar la cobertura en elevación requerida, compensando electrónicamente los movimientos del buque.

## Características
El radar LANZA-N incorpora los siguientes equipos electrónicos, proporcionando un elevado margen dinámico, precisión en sus medidas y agilidad en sus modos de frecuencia. 
- Antena con canales monopulso en acimut y elevación.
- Conversión A/D directa en Frecuencia Intermedia con 14 bits y demodulación digital.
- Capacidad de generación de múltiples formas de onda transmitidas.
- Gestión electrónica de apuntamiento del haz de detección en elevación. Por un lado permite compensar electrónicamente los movimientos de la plataforma (buque) donde esté instalado. Por otro, esta gestión de apuntamiento junto a la variedad de formas de onda empleadas proporciona una eficiente distribución de energía hacia la zona de cobertura.
- Algoritmos específicos de tratamiento de señales para detectar blancos tanto en entornos litorales como en vuelos a baja cota.
- Gestión integrada de cartografía para soportar sus algoritmos de detección, seguimiento y clasificación.
- Software programado en lenguaje de alto nivel orientado a objeto.
- Uso extensivo de elementos COTS, con arquitectura abierta, en su procesamiento digital de señales.

## Usuarios
- España

Opera 15 estaciones terrestres y un Lanza-N, instalado en el  Juan Carlos I (L-61). Estos radares fijos se complementan con radares móviles Lanza LTR-25.
- Ecuador

Opera 2 estaciones terrestres y 2 móviles.
- Uruguay

Opera una estación terrestre y otra móvil.
- Portugal

Opera una estación terrestre.
- Australia

Ordenó 3 estaciones móviles.
- Organización del Tratado del Atlántico Norte

Ordenó 2 estaciones móviles.
- Guatemala

Opera 3 estaciones fijas.
- Reino Unido

Opera 1 estación móvil.
- País no declarado.

Ordenó 3 estaciones fijas.[cita requerida]
- País no declarado.

Opera 5 estaciones fijas.[cita requerida]
- País no declarado.

Opera 2 estaciones fijas.[cita requerida]
- País no declarado.

Ordenó 2 estaciones fijas y dos móviles.[cita requerida]